# Henri Brincard
Henri Marie Raoul Brincard (ur. 18 listopada 1939 w Savennières, zm. 14 listopada 2014 w Caluire-et-Cuire) – francuski biskup rzymskokatolicki, kanonik regularny św. Augustyna, biskup diecezjalny Le Puy-en-Velay w latach 1988–2014.

## Życiorys
Święcenia kapłańskie otrzymał 23 sierpnia 1975.
8 sierpnia 1988 papież Jan Paweł II mianował do biskupem diecezjalnym diecezji Le Puy-en-Velay. Sakry biskupiej udzielił mu 2 października 1988 arcybiskup Bourges Pierre Plateau.